# Fuoco nel cuore
Fuoco nel cuore (Flaming Hearts) è un cortometraggio muto del 1913 diretto da George D. Baker che aveva come interpreti John Bunny, Josie Sadler, Hughie Mack, Kate Price.

## Produzione
Il film fu prodotto dalla Vitagraph Company of America.

## Distribuzione
Distribuito dalla General Film Company, il film - un cortometraggio in una bobina - uscì nelle sale cinematografiche statunitensi il 7 novembre 1913. In Italia, distribuito dalla Ferrari, ottenne il visto di censura 2209 nel gennaio 1914.